# Конвенція про статус біженців
Конве́нція про ста́тус бі́женців — конвенція (міжнародний договір), ухвалена 28 липня 1951 в Женеві конференцією повноважних представників, скликаній відповідно до резолюції 429 (V) Генеральної Асамблеї ООН від 14 грудня 1950 року. Набула чинності 22 квітня 1954.
Конвенція дає визначення поняття «біженець» та встановлює загальні підстави, на яких надається статус біженця. Конвенція забороняє будь-яку дискримінацію щодо біженців. Частиною прав біженці користуються на рівні з громадянами приймаючої їх країни, частиною — на тих же умовах, що й іноземці. Конвенція допускає вислання біженця в інтересах державної безпеки, але забороняє їх повернення до держави, з якої вони бігли, побоюючись переслідування.

## Передісторія
Проблема біженців гостро постала в Європі в контексті Першої світової війни, що супроводжувалася розпадом Османської, Австро-Угорської та Російської імперій, територіальними змінами, випадками геноциду і, як наслідок, масовим переселенням громадян. Особливо 30 вересня 1930 Ліга націй створила Міжнародну організацію у справах біженців (Офіс Нансена), яка не тільки продовжила роботу Верховного Комісара у справах російських і вірменських біженців, але й взяла на себе гуманітарну роботу в інтересах біженців, що виконувалася в 1924–1929 роках Міжнародною Організацією Праці.
Нова хвиля біженців була пов'язана з приходом нацистів до влади в Німеччині. У 1933 році зацікавленими державами був призначений Верховний Комісар у справах біженців з Німеччини. Після виходу Німеччини з Ліги націй в 1936 році його функції були інтегровані в Офіс Нансена.
У липні 1938 року для того, щоб впоратися зі зростаючим потоком біженців з Німеччини, зацікавлені держави створили Міжурядовий комітет у справах біженців. Цей Комітет працював поза Лігою Націй і займався також справами біженців з Австрії та Іспанії.
Черговий імпульс міжнародної співпраці в інтересах біженців було надано Другою світовою війною. У 1944 році країнами антигітлерівської коаліції була створена перша структура ще не створеної ООН — Адміністрація допомоги і відбудови Об'єднаних Націй (UNRRA)
У 1946 році була створена спеціальна організація для біженців — Міжнародна організація у справах біженців. 10 грудня 1948 була прийнята Загальна декларація прав людини. У ній серед іншого говорилося про право на притулок.
Нарешті, в 1951 році в Женеві була прийнята Конвенція про статус біженців. Конвенція дала визначення поняття «біженець» та встановила загальні підстави, на яких надається статус біженця. У документі була позначена гранична дата дії: вона поширювалася на біженців, що стали такими в результаті подій, що відбулися до 1 січня 1951 року.

## Протокол щодо статусу біженців
31 січня 1967 Конвенція була доповнена прийнятим у Нью-Йорку Протоколом. Протокол підтвердив визначення біженця, що зазначене в Конвенції, за винятком слів «в результаті подій, що відбулися до 1 січня 1951 року» і слів «в результаті подібних подій». Протокол зобов'язав держав-учасниць співпрацювати з Управлінням Верховного комісара ООН у справах біженців.